# Автономний дихальний апарат

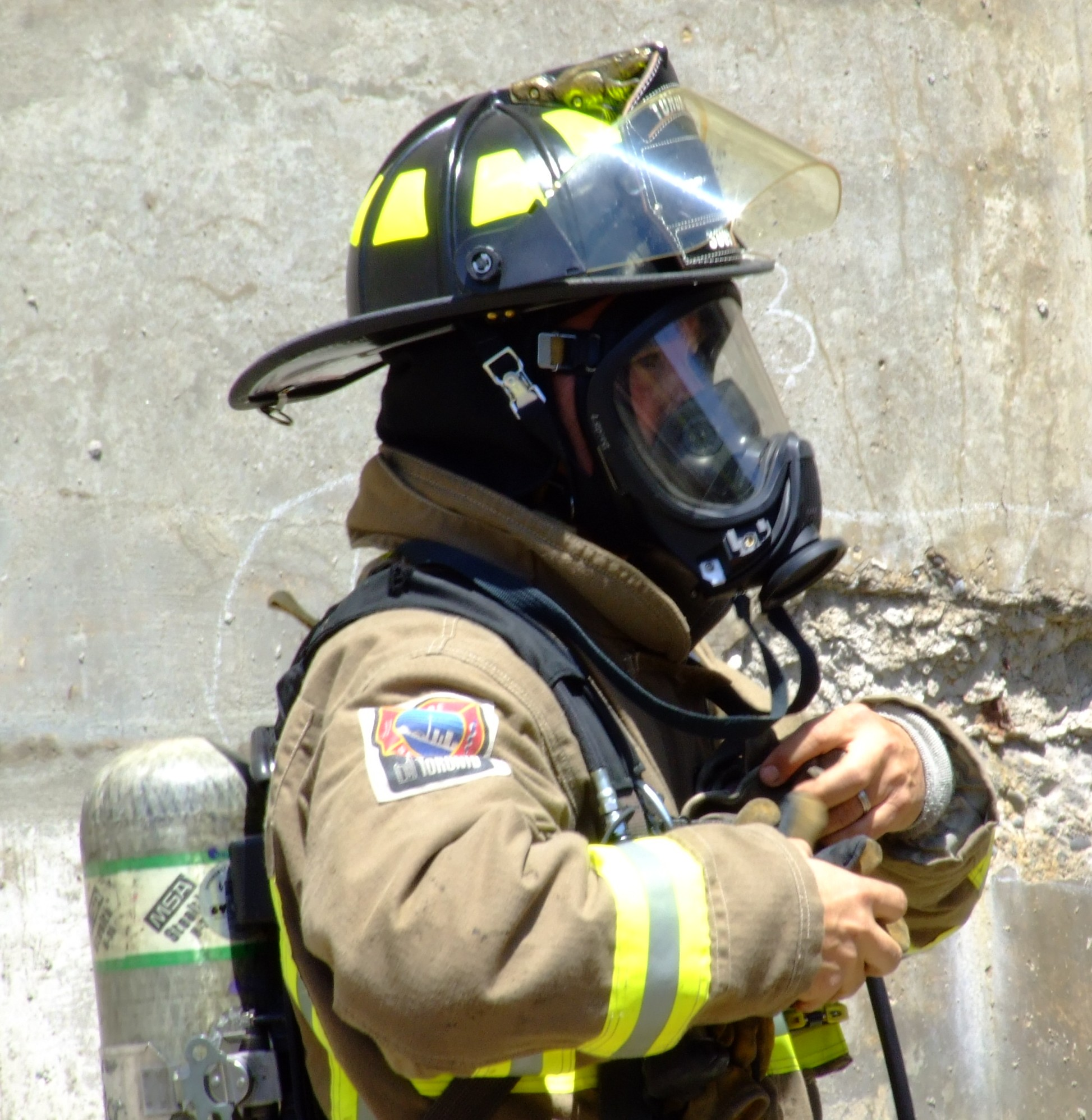
Пожежник використовує дихальний апарат (Торонто)

Автономний дихальний апарат або Дихальний Апарат - ізолюючий респіратор, який часто використовується при проведенні рятувальних робіт, гасіння пожежі і в інших ситуаціях, коли вдихання навколишнього повітря може представляти миттєву небезпеку для життя та/або здоров'я. Подібні пристрої можуть використовуватися і під водою. Дихальні апарати є Ізолюючими респіраторами (тобто вони не використовують навколишнє повітря для дихання після очищення) і вони не залежать від зовнішнього джерела чистого повітря (як шлангові респіратори). Конструкція і принцип дії дихальних апаратів можуть бути різними.
Зазвичай в автономних дихальних апаратах є переносне джерело придатного для дихання повітря, регулюючий пристрій і лицьова частина, що запобігає попадання в органи дихання навколишнього повітря.
Існують дихальні апарати із замкнутим контуром і з відкритим контуром.

## Дихальні апарати із закритим контуром
В дихальному апараті із закритим контуром видихнуте повітря фільтрується, збагачується киснем і знову використовується для дихання. Такі дихальні апарати використовуються тоді, коли потрібно виконати тривалу безперервну роботу - під час гірничорятувальних робіт, в довгих тунелях і тоді, коли потрібно працювати в обмеженому просторі, де важко використовувати дихальний апарат з відкритим контуром з великими громіздкими балонами. До того, як були розроблені дихальні апарати з відкритим контуром, в промисловості використовували такі пристрої, як , Siebe Gorman Savox, або ''Siebe Gorman Salvus''.

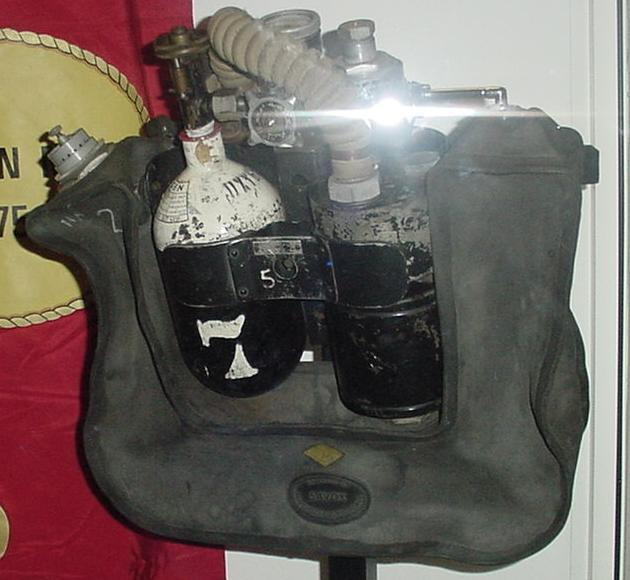
Старовинний дихальний апарат (шахтарський) Siebe Gorman

У дихального апарату із закритим контуром є недолік. При очищенні повітря від вуглекислого газу з допомогою хімічного поглинача виділяється тепло, і температура вдихуваного повітря підвищена. Це створює додаткову фізіологічну навантаження на робітника.

## Дихальні апарати з відкритим контуром
У промисловості дихальні апарати з відкритим контуром частіше використовують стиснене очищений повітря, а не стиснений кисень. У такого типового дихального апарату є 2 регулятора: перший зменшує тиск до величини, що дозволяє подавати його до лицьової частини, а другий знижує його майже до атмосферного, перед подачею під маску. Для подачі повітря під маску використовують клапан, який забезпечує або «подачу за потреби», або «подачу за потреби під тиском». У першому випадку повітря подається тоді, коли при вдиху тиск під маскою стає нижче атмосферного, а в другому - коли надлишковий тиск під маскою знижується нижче заданої величини (тобто навіть при вдиху воно вище зовнішнього). Постійний надлишковий тиск запобігає просочуванню невідфільтрованого повітря під маску через зазори, і значно підвищує очікувану ступінь захисту респіратора. Але при нещільному приляганні до обличчя маски дихального апарату з подачею повітря за потреби під тиском може відбутися швидке видування чистого повітря, яке сильно скоротить запас повітря в балонах і тривалість роботи. Це може статися, наприклад, при знятті і надіванні маски.
Пожежний дихальний апарат з відкритим контуром складається з повнолицьової маски, регулятора подачі повітря, балонів зі стисненим повітрям, манометра, регульованих ременів для перенесення і попереджувальної сигналізації, що попереджає про те, що залишилося мало повітря. Тривалість використання залежить від запасу повітря в балонах і інтенсивності його витрачання, яка залежить від виконуваної роботи.

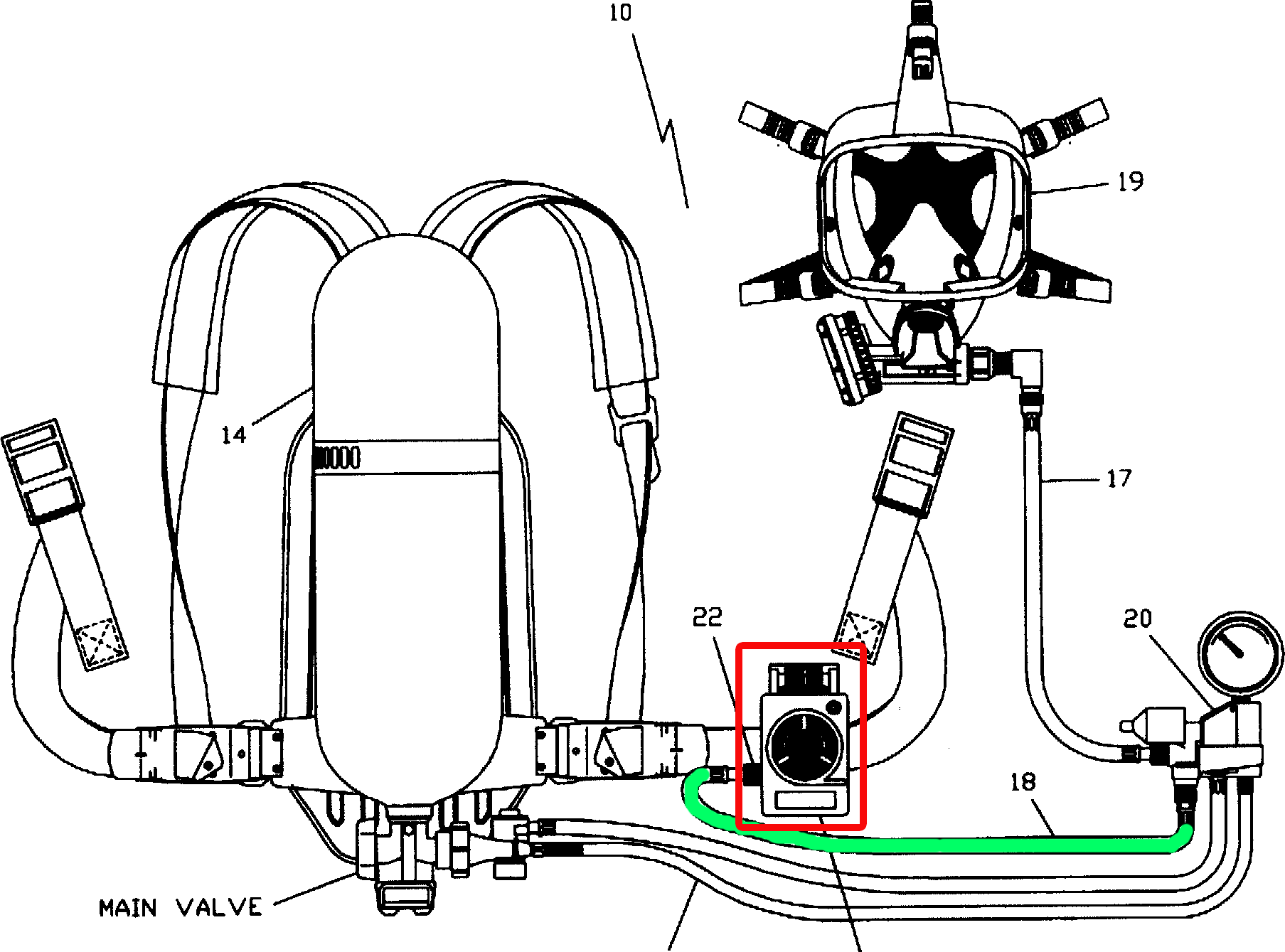
Схема дихального апарату.

В дихальному апараті можуть використовуватися балони із сталі, алюмінію або з композиційних матеріалів (зазвичай - вуглепластика). Балони з композиційних матеріалів найлегші, і тому більш бажані. Так як використання дихального апарату створює сильне фізіологічне навантаження на пожежника/робочого (значно збільшується частота серцевих скорочень, споживання кисню тощо), бажано використовувати більш зручні ЗІЗОД.

## Використання
Дихальні апарати широко використовуються в промисловості  та при гасінні пожеж

У пожежних дихальних апаратах основна увага приділяється тепло - і вогнестійкості, а не вартості. Тому пожежники дихальні апарати зазвичай коштують дорожче - в них використовуються спеціальні матеріали. Крім того, нові пожежні дихальні апарати в розвинених країнах встановлюється спеціальні системи безпеки, які подають сигнал лиха, якщо пожежний не рухається якийсь час (15-30 секунд). Конструкція пожежного дихального апарата не повинна перешкоджати виконанню рятувальних робіт (винесення потерпілого тощо).
Інший областю застосування дихальних апаратів є промисловість. Історично дихальні апарати широко використовували при видобутку корисних копалин, і це залишило слід у Європі потрібно, щоб металеві деталі дихальних апаратів були іскро-безпечні. Дихальні апарати використовуються нафтової, хімічної і атомної промисловості. Конструкція промислових дихальних апаратів різноманітна - як і пропоновані до них вимоги (від гранично дешевих до максимально надійних, в яких дихальний апарат є частиною захисного костюма, який може піддаватися дезактивації). При використанні дихального апарату в промисловості для подачі повітря часто використовують шланги, а запас повітря в балонах використовують для евакуації та при переході від одного шланга до іншого.
Через відмінності в умовах застосування респіраторів в промисловості і при гасінні пожеж, при сертифікації в США до пожежних дихальних апаратів пред'являють більш суворі вимоги, ніж у промисловості (два незалежних датчика, що попереджають про зниження запасу стиснутого повітря, подача повітря під повну маску так, щоб під нею було надлишковий тиск при миттєвому споживанні повітря понад 230 літрів в хвилину і ін.).

## Державні стандарти України та РФ (засновані на стандартах Європейського Союзу)
- ДСТУ EN 137-2002 Засоби ін.ивідуального захисту органів дихання. Апарати дихальні автономні резервуарні зі стисненим повітрям. Вимоги, випробування, марковання (EN 137:1993)
- ДСТУ EN 1061:2004 Засоби ін.ивідуального захисту органів дихання для саморятування. Автономні дихальні апарати з замкненим дихальним контуром. Апарати з хімічно зв'язаним киснем ((NaClO3) для евакуації. Вимоги, випробування, маркування (EN 1061:1996)

- ДСТУ EN 14435:2008 Апарати автономні резервуарні дихальні зі стисненим повітрям і півмаскою, призначеною тільки для використання з нормальним тиском. Вимоги, випробування, маркування (EN 14435:2004)
- ГОСТ Р 12.4.278.2012 (EN 14435:2004) Аппараты с сжатым воздухом и открытым контуром, с полумаской, используемой только для избыточного давления. Технические требования. Методы испытаний. Маркировка  [Архівовано 8 серпня 2014 у Wayback Machine.]
- ДСТУ EN 14529:2007 Апарати дихальні автономні резервуарні з півмаскою, легеневим автоматом і позитивним тиском, призначені тільки для евакуації. Вимоги, випробування, марковання (EN 14529:2005)
- ГОСТ Р 12.4.277-2012 (EN 14529:2005) Самоспасатели со сжатым воздухом с полумаской и легочно-силовым автоматом с избыточным давлением. [Архівовано 8 серпня 2014 у Wayback Machine.]
- ДСТУ EN 1146:2003 Засоби індивідуального захисту органів дихання для саморятування. Автономні резервуарні дихальні апарати зі стисненим повітрям і капюшоном (рятувальні апарати зі стисненим повітрям і капюшоном). Вимоги, випробування, маркування (EN 1146:1997)
- ГОСТ Р 12.4.274-2012 (EN 1146:2005) Аппараты изолирующие с сжатым воздухом, открытым контуром, капюшоном (Самоспасатели).  [Архівовано 8 серпня 2014 у Wayback Machine.]
- ДСТУ EN 402:2004 Засоби ін.ивідуального захисту органів дихання для евакуації. Автономні дихальні апарати з відкритим дихальним контуром, маскою або мундштучним пристроєм. Вимоги, випробування, маркування (EN 402:1993)
- ГОСТ Р 12.4.273-2012 (EN 402:2003) Аппараты с открытым контуром и подачей сжатого воздуха, с маской или загубником в сборе (Самоспасатели) [Архівовано 8 серпня 2014 у Wayback Machine.]
- ГОСТ Р 12.4.269-2012 Средства индивидуальной защиты органов дыхания. Порядок проведения испытаний дыхательных аппаратов и самоспасателей с участием испытателей-добровольцев [Архівовано 8 серпня 2014 у Wayback Machine.]
- ГОСТ Р 12.4.268-2012 Автономные изолирующие средства индивидуальной защиты органов дыхания. Метод определения величины сопротивления дыханию [Архівовано 8 серпня 2014 у Wayback Machine.]
- ГОСТ Р 12.4.266-2012 Автономные изолирующие средства индивидуальной защиты органов дыхания. Метод определения температуры вдыхаемой вдыхаемой газовой дыхательной смеси [Архівовано 8 серпня 2014 у Wayback Machine.]
- ГОСТ Р 12.4.265-2012 Автономные изолирующие средства индивидуальной защиты органов дыхания. Метод определения диоксида углерода и кислорода во вдыхаемой газовой дыхательной смеси [Архівовано 8 серпня 2014 у Wayback Machine.]
- ГОСТ Р 12.4.253-2011 Автономные изолирующие дыхательные аппараты со сжатым и с химически связанным кислородом для горноспасателей.
- ДСТУ EN 145:2003 Засоби ін.ивідуального захисту органів дихання. Автономні регенерувальні дихальні апарати зі стисненим киснем або зі стисненим киснем i азотом. Вимоги, випробовування, марковання (EN 145:1997)
- ГОСТ Р 12.4.249-2011 (EN 145:2000) Автономные изолирующие дыхательные аппараты на сжатом кислороде или кислородно-азотной смеси.
- ГОСТ 12.4.249-2013 (EN 145:2000) Автономные изолирующие дыхательные аппараты на сжатом кислороде или кислородно-азотной смеси [Архівовано 8 серпня 2014 у Wayback Machine.]
- ГОСТ Р 12.4.220-2012  Изолирующие самоспасатели с химически связанным или сжатым кислородом. [Архівовано 8 серпня 2014 у Wayback Machine.]
- ГОСТ Р 12.4.220-2001 Аппараты изолирующие автономные с химически связанным кислородом(самоспасатели).
- ГОСТ Р 12.4.186-2012 Аппараты изолирующие автономные со сжатым воздухом [Архівовано 8 серпня 2014 у Wayback Machine.]
- ГОСТ Р 12.4.186-97 Аппараты дыхательные воздушные изолирующие.

## Додаткова література(рус.)
- Нарис розвитку респіратора. Регенеративний респіратор Шванна. Глава з підручника "Гірничорятувальна справа"
- Б.Ф. Гріндер. Що потрібно знати всім працюючим у респіраторі. 1916г